# Pedicularis canadensis
Pedicularis canadensis är en snyltrotsväxtart som beskrevs av Carl von Linné. Pedicularis canadensis ingår i släktet spiror, och familjen snyltrotsväxter.

## Underarter
Arten delas in i följande underarter:
- P. c. canadensis
- P. c. fluviatilis

## Bildgalleri

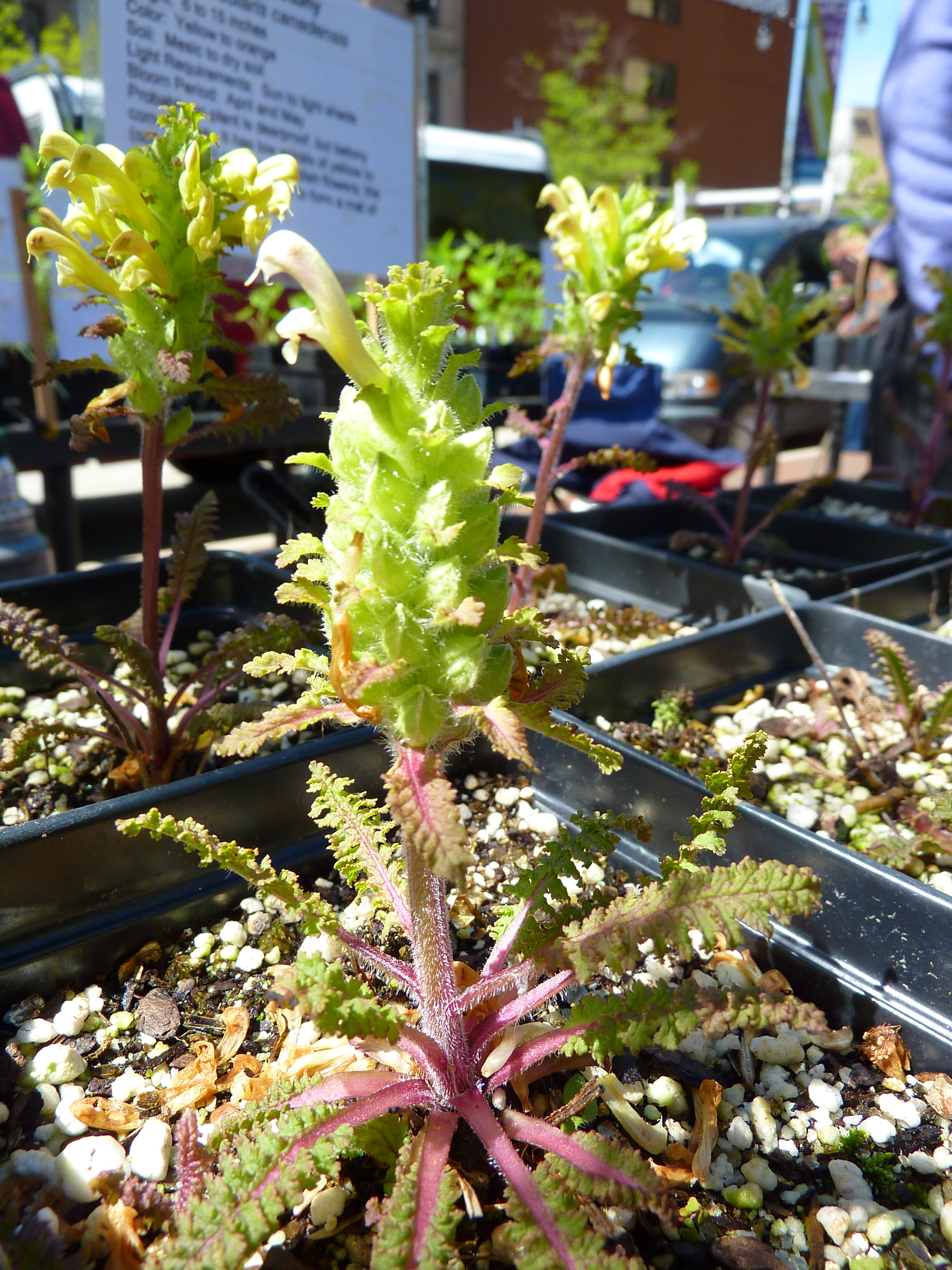